# Johan Pasch
Johan Pasch (* 12. März 1706; † 16. Januar 1769) war ein schwedischer Maler des Rokoko.

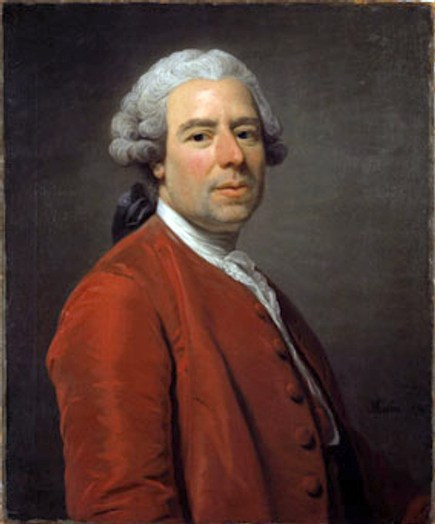
Johan Pasch, von Alexander Roslin, 1756

Er war der Onkel von Lorenz Pasch dem Jüngeren und Ulrika Pasch und Bruder von Lorenz Pasch dem Älteren (alle drei Maler).
Er lernte in Stockholm sowie in Holland und Paris.
Er war ab 1748 schwedischer Hofmaler und ab 1758 Hofintendant. Er malte vor allem Innenräume aus mit allegorischen Motiven. Zum Beispiel vollendete er die Deckengemälde in der Schlosskapelle in Stockholm (ein Auftrag, den noch Guillaume Taraval angefangen hatte). Weiter malte er im Stockholmer Schloss und im Schloss Drottningholm und in der Jakobikirche in Stockholm. In seinem Bild Honstavlan stellte er Hofdamen als Hühner dar.
1740 besuchte er nochmals Paris und von 1755 bis 1758 Italien.

## Galerie

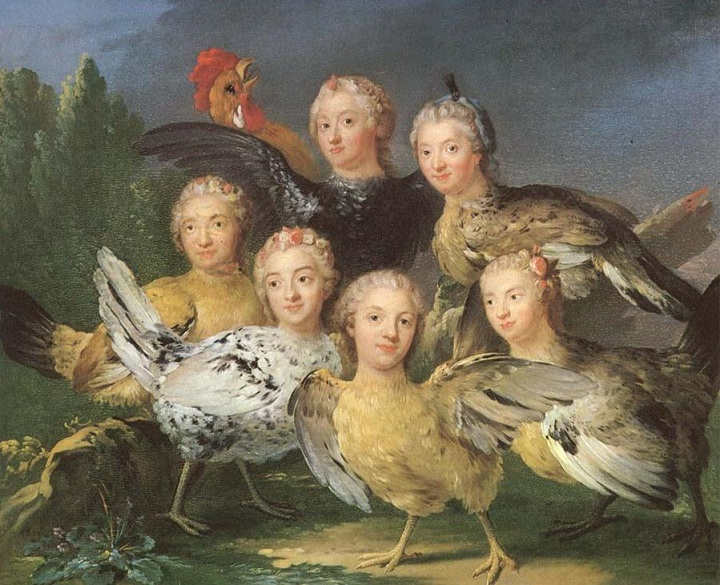
Honstavlan, Schloss Gripsholm, 1747
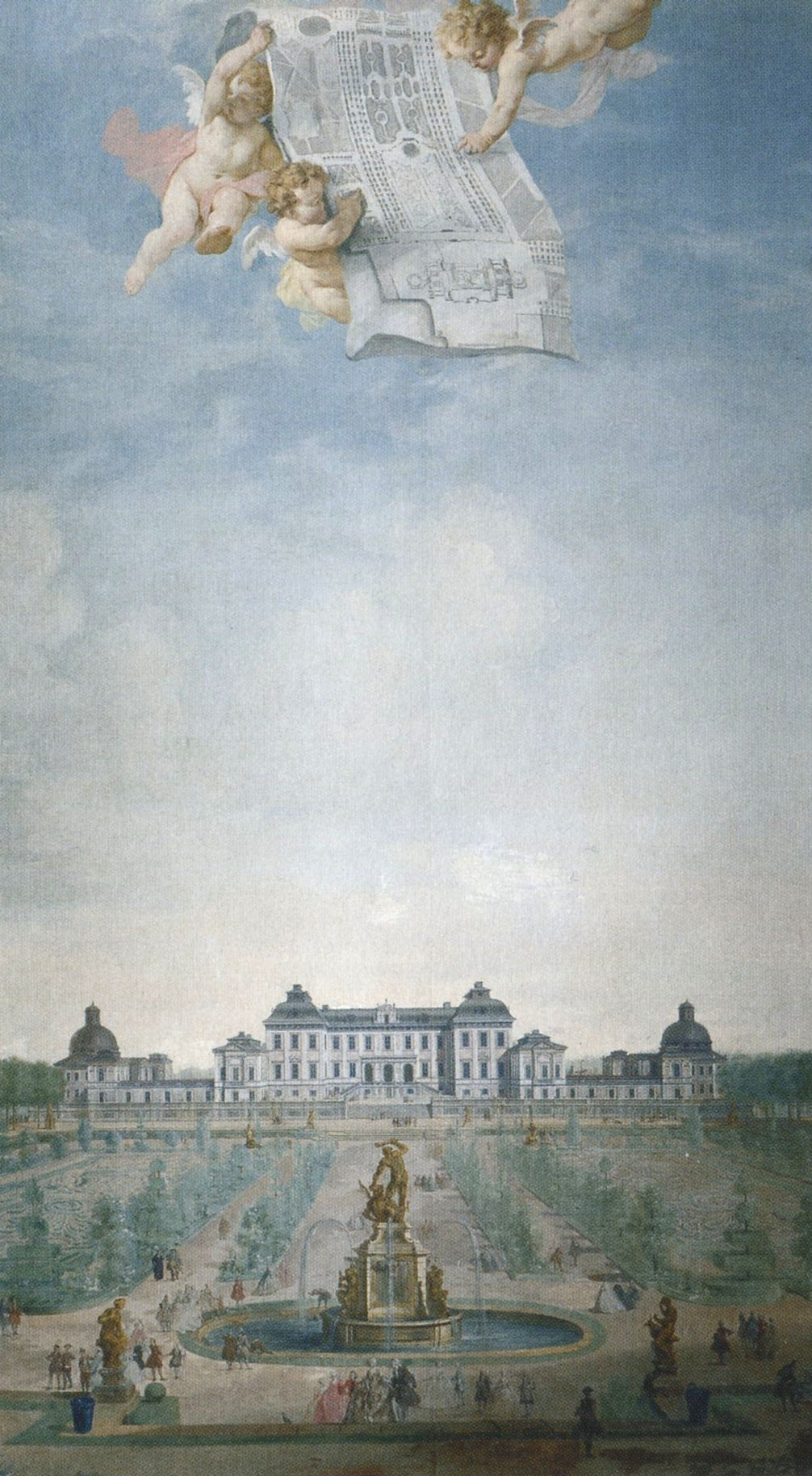
Schloss Drottningholm, 1740er Jahre